# Rikito Inoue
Rikito Inoue (井上 黎生人 Inoue Rikito?), född 9 mars 1997 i Shimane prefektur, är en japansk fotbollsspelare.
Inoue började sin karriär 2015 i Gainare Tottori.